# Carlos Bocanegra
Carlos Bocanegra (* 25. Mai 1979 in Upland, Kalifornien, USA) ist ein ehemaliger mexikanisch-US-amerikanischer Fußballspieler. Bocanegra war Nationalspieler der Vereinigten Staaten und zeitweise Kapitän der US-Auswahl.

## Sportlicher Werdegang

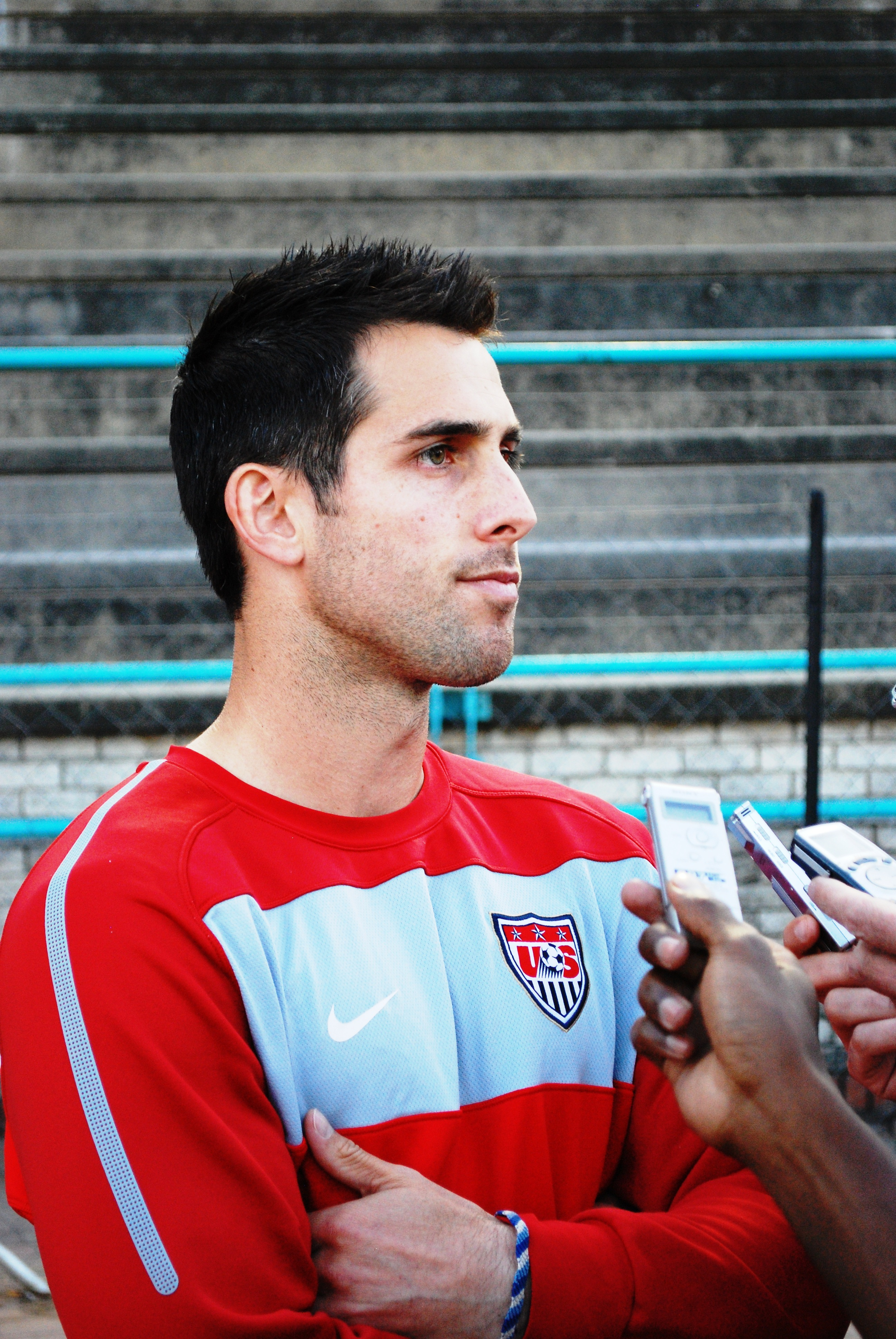
Carlos Bocanegra als Kapitän der US-Nationalmannschaft (2010)

Der 1,83 Meter große zentrale und linke Abwehrspieler Bocanegra durchlief bereits in jungen Jahren die US-amerikanischen Auswahlmannschaften im Nachwuchsbereich und spielte dabei in den U18- und U20-Nationalteams. Mit der U20-Mannschaft absolvierte er bei der Junioren-Fußballweltmeisterschaft im Jahre 1999 in Nigeria ein Spiel gegen England, das die Mannschaft mit 1:0 gewinnen konnte und somit in die nächste Runde einzog. Im selben Jahr war er Teil der U23-Nationalmannschaft, die bei den Panamerikanischen Spielen die Bronzemedaille gewann. Bocanegra schoss dabei in der Partie gegen Kanada sein erstes Tor für die Vereinigten Staaten.
Nachdem er zudem an der kalifornischen UCLA College Soccer gespielt hatte, wurde er im Jahr 2000 Teil des Programms „Project-40“, einem von dem Unternehmen Nike gesponserten Joint Venture zwischen der Major League Soccer (MLS) und dem US-amerikanischen Fußballverband United States Soccer Federation (USSF), das junge Fußballtalente bei ihrer Entwicklung helfen wollte. Er wechselte im selben Jahr über das Draft-System der MLS  als vierter Spieler zu Chicago Fire. Dort entwickelte er sich in seinem ersten Profijahr zu einem beständig guten Spieler und wurde am Ende zum besten Neuling als „Rookie of the Year“ ausgezeichnet. Zudem gewann er mit seinem Team den US Open Cup.
Bocanegra wurde im Januar 2001 von Bruce Arena in den Kader der US-amerikanischen Nationalmannschaft berufen, kam jedoch erst am 9. Dezember gegen Südkorea erstmals zum Einsatz. Seine zweite Saison in Chicago war dabei durch eine Knöchelverletzung negativ beeinflusst.
In den folgenden zwei Jahren entwickelte er sich dann zu einem der landesweit besten Spieler und wurde sowohl 2002 als auch 2003 zum besten Abwehrspieler der Saison gewählt. Auch in der Nationalmannschaft wurde Bocanegra immer mehr zum Stammspieler und machte vor allem mit seinen fünf Auftritten beim CONCACAF Gold Cup 2002 auf sich aufmerksam. Im selben Jahr trainierte er zwei Wochen beim niederländischen Verein Feyenoord Rotterdam, wechselte jedoch dann im Januar 2004 zum englischen Klub FC Fulham.
Dort fand er sich schnell in die Mannschaft ein und kam für den Rest der laufenden Saison 2003/04 und in der anschließenden Spielzeit 2004/05 auf Anhieb zu insgesamt 43 Ligaeinsätzen. Während der Qualifikation zur Fußball-Weltmeisterschaft in Deutschland war Bocanegra einer der wichtigsten Spieler und agierte dort sowohl auf der Innen- als auch auf der linken Außenverteidigerposition.
Zur Saison 2008/09 wechselte der US-Amerikaner zum französischen Erstligisten Stade Rennes. Dort stand er in seiner ersten Saison bei allen 38 Ligaspielen auf dem Platz. Im Juli 2010 unterschrieb er einen Zwei-Jahres-Vertrag beim Ligakonkurrenten AS Saint-Étienne, wechselte allerdings nach einer Spielzeit zum schottischen Rekordmeister Glasgow Rangers, wo er bis zum Jahr 2014 unterschrieb. Als die Rangers 2012 in die vierte Liga Schottlands zwangsabsteigen mussten, wurde er für ein Jahr an Racing Santander ausgeliehen.
Am 15. November 2011 machte er beim 3:2-Sieg gegen Slowenien sein 100. Länderspiel.
Am 29. Juni 2013 wechselte er in die USA zu dem Franchise CD Chivas USA. Hier beendete er auch Ende 2014 seine Karriere.

## Sonstiges
- Bocanegra besitzt neben der US-amerikanischen auch die mexikanische Staatsbürgerschaft.
- Er erhielt den Spitznamen „Los“ von seinen Mannschaftskameraden in Chicago.

## Erfolge

### Vereinigte Staaten
- CONCACAF Gold Cup (2): 2002, 2007

### Chicago Fire
- US Open Cup (2): 2000, 2003

### Als Spieler
- MLS Rookie of the Year: 2000
- MLS Defender of the Year: 2002, 2003